# Andy Warhol
Andy Warhol (6 tháng 8 năm 1928 – 22 tháng 2 năm 1987) là một họa sĩ người Mỹ gốc Rusyn nổi tiếng về nghệ thuật đại chúng (Pop Art). Ông thường sơn tranh hậu hiện đại và thương mại và viết phim tiền phong. Tác phẩm của ông khám phá mối quan hệ giữa nghệ thuật biểu hiện, văn hóa của những người nổi tiếng, và thời kỳ quảng cáo nở rộ của những năm 1960.
Sau một sự nghiệp thành công với tư cách một họa sĩ minh họa thương mại, Warhol đã trở thành một nghệ sĩ nổi tiếng và đôi khi gây nhiều tranh cãi. Nghệ thuật của ông đã sử dụng nhiều loại phương tiện truyền thông, bao gồm cả bản vẽ tay, tranh vẽ, tranh in, nhiếp ảnh, ảnh lụa, điêu khắc, điện ảnh và âm nhạc. Studio của ông, The Factory, là nơi tụ tập nổi tiếng quy tụ trí thức có tiếng, trai giả gái, nhà viết kịch, người sống theo phong cách Bohemian, người nổi tiếng Hollywood, và các nhân vật giàu có.
Ông quản lý và sản xuất cho ban nhạc The Velvet Underground, một ban nhạc rock đã có một ảnh hưởng mạnh mẽ đến sự phát triển của nhạc punk rock. Ông thành lập tạp chí Interview và là tác giả của nhiều cuốn sách, trong đó có The Philosophy of Andy Warhol và Popism: The Warhol Sixties. Ông cũng nổi tiếng là một người đàn ông đồng tính đã sống một cách công khai như vậy trước khi có phong trào giải phóng người đồng tính, và ông được ghi nhận với khái niệm danh xưng được sử dụng rộng rãi "15 phút nổi tiếng".
Warhol đã là chủ đề của nhiều cuộc triển lãm hồi tưởng quá khứ, sách, và phim tài liệu. Bảo tàng Andy Warhol ở thành phố quê hương của ông, Pittsburgh, Pennsylvania, nắm giữ một bộ sưu tập lớn của các bộ sưu tập nghệ thuật, và là bảo tàng lớn nhất tại Mỹ dành cho một nghệ sĩ duy nhất. Nhiều tác phẩm trong số những sáng tác của ông rất hấp dẫn các nhà sưu tập và có giá trị cao. Giá cao nhất từng được trả cho một bức tranh của Warhol là 105 triệu USD cho một bức tranh vẽ năm 1963 có tựa đề "Silver Car Crash (Double Disaster)"; một số
tác phẩm của ông có tên trong danh sách các họa phẩm đắt giá nhất. 
Một bài báo năm 2009 của tạp chí The Economist mô tả Warhol là "người đi đầu của thị trường nghệ thuật".

## Tuổi thơ và thời trẻ (1928–49)

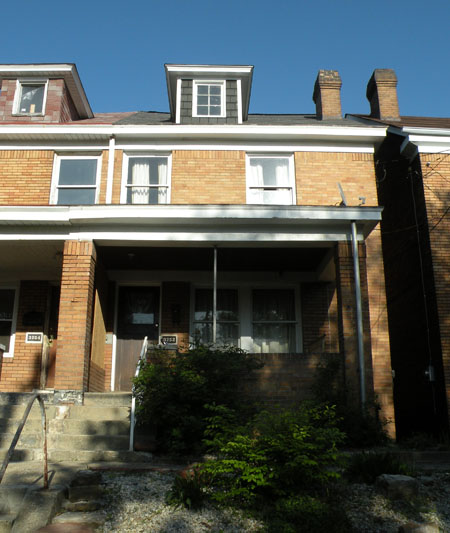
Ngôi nhà thời niên thiếu của Warhol. 3252 Dawson Street, South Oakland, Pittsburgh, Pennsylvania

Warhol sinh ngày 6 tháng 8 năm 1928 tại Pittsburgh, Pennsylvania. Ông là con thứ tư của Ondrej Warhola (tên Mỹ hóa: Andrew Warhola, Sr., 1889–1942) và Julia (nhũ danh Zavacká, 1892–1972). Hai vợ chồng có đứa con đầu tiên được sinh ra tại quê hương của họ và đã chết trước khi họ di cư tới Hoa Kỳ.

Cha mẹ ông là những người di dân Lemko tầng lớp lao động từ Mikó (Miková ngày nay), nằm ở phía Đông Bắc của Slovakia ngày nay, lúc đó là một phần của Đế quốc Áo-Hung. Cha của Warhol di cư sang Hoa Kỳ vào năm 1914, và mẹ anh cũng di cư vào năm 1921, sau cái chết của ông bà Warhol. Cha của Warhol làm việc tại một mỏ than. Gia đình sống ở 55 Beelen Street và sau đó chuyển tới 3252 Dawson Street, Oakland, Pittsburgh. Gia đình theo đạo Công giáo Byzantine và đi lễ nhà thờ thánh Gioan Byzantine Công giáo. Andy Warhol có hai người anh-Pavol (Paul) anh cả được sinh ra trước khi gia đình di cư; Ján được sinh ra tại Pittsburgh. Người con trai của Pavol, James Warhola, trở thành họa sĩ minh họa sách truyện cho trẻ em.

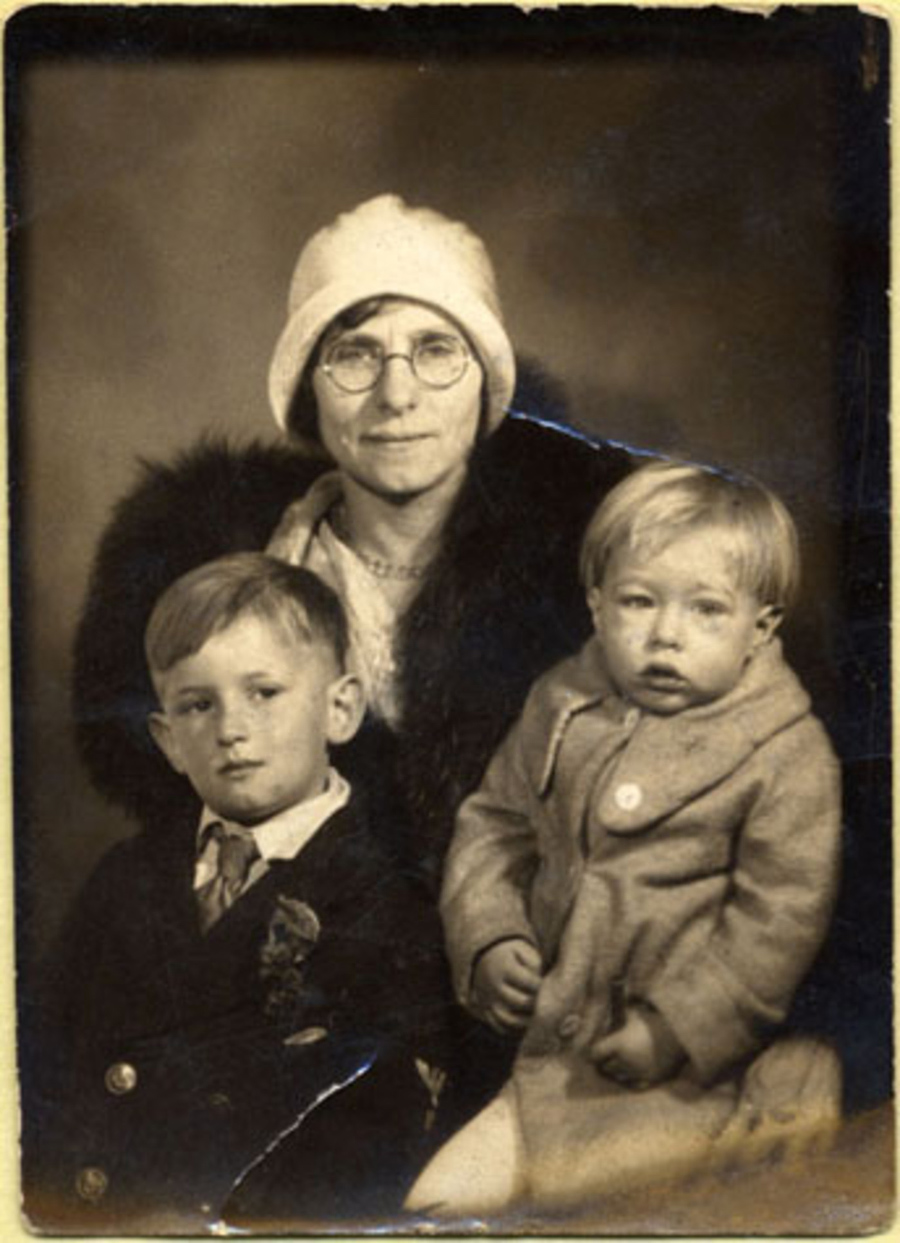
Warhol (phải) cùng mẹ, Julia, và anh trai, John (trái), khoảng năm 1930

Năm lên lớp ba, Warhol đã mắc bệnh Sydenham (còn được gọi là điệu múa của Thánh Vitus), một bệnh về hệ thần kinh gây ra chuyển động tự phát của các chi, mà được cho là một biến chứng của sốt thấp khớp, gây ra vệt nám da. Ông trở thành một người bệnh thần kinh với nỗi sợ hãi các bệnh viện và bác sĩ. Thường phải nằm liệt giường như một đứa trẻ, ông đã trở thành một kẻ bị ruồng bỏ ở trường và dính chặt với mẹ. Khi ông phải nằm liệt giường, ông đã vẽ tranh, lắng nghe các đài phát thanh và sưu tập hình ảnh của các ngôi sao điện ảnh để xung quanh giường của mình. Sau này Warhol đánh giá giai đoạn này rất quan trọng trong sự phát triển nhân cách, thiết lập kỹ năng và sở thích của ông. Khi Warhol 13 tuổi, cha ông qua đời trong một tai nạn.
Warhol tốt nghiệp Trung học Schenley vào năm 1945. Sau khi tốt nghiệp trường trung học, ý định của ông là nghiên cứu giáo dục nghệ thuật tại Đại học Pittsburgh với hy vọng trở thành một giáo viên nghệ thuật, nhưng kế hoạch thay đổi và ông ghi danh vào Đại học Carnegie Mellon tại Pittsburgh với chuyên ngành nghệ thuật quảng cáo. Trong suốt thời gian sinh viên, Warhol đã gia nhập câu lạc bộ Dance hiện đại và Hiệp hội nghệ thuật Beaux của trường. Ông cũng từng là giám đốc nghệ thuật của tạp chí nghệ thuật sinh viên, Cano, vẽ tranh bìa năm 1948 và một tranh minh họa cả trang bên trong vào năm 1949. Các bức tranh trên được cho là hai tác phẩm nghệ thuật đầu tiên của ông được xuất bản. Warhol tốt nghiệp cử nhân thiết kế hình ảnh năm 1949. 
Cuối năm đó, ông chuyển đến thành phố New York và bắt đầu sự nghiệp minh họa tạp chí và quảng cáo.

## Những năm 1950

Andy Warhol tại New York, năm 1950

Warhol khởi đầu sự nghiệp trong mảng nghệ thuật thương mại và quảng cáo, công việc đầu tiên của ông là vẽ giày cho tạp chí Glamour vào cuối những năm 1940. Vào những năm 1950, Warhol trở thành nhà thiết kế cho nhà sản xuất giày Israel Miller. Trong khi làm việc trong ngành công nghiệp giày, Warhol đã phát triển kỹ thuật "đường kẻ mờ" của mình, bôi mực lên giấy và sau đó thấm mực khi còn ướt, tương tự như quy trình in ở quy mô thô sơ nhất. Những bức tranh quảng cáo giày bằng mực "kỳ quái" của Warhol được xuất hiện trong một số buổi trưng bày đầu tiên của ông tại Phòng trưng bày Bodley ở New York năm 1957.
Với sự mở rộng nhanh chóng của ngành công nghiệp thu âm, RCA Records đã thuê Warhol, cùng với một nghệ sĩ tự do khác, Sid Maurer, để thiết kế bìa album và tài liệu quảng cáo cho công ty.

## Những năm 1960

"Lon súp Campbell 1" (1968)

Warhol là người sớm áp dụng quy trình in lụa trong sáng tác hội hoạ. Năm 1962, Warhol được Max Arthur Cohn dạy các kỹ thuật in lụa tại cơ sở kinh doanh của ông ở Manhattan. Trong cuốn sách Popism: The Warhol Sixties, Warhol đã viết rằng: "Khi bạn làm điều gì đó hoàn toàn sai, bạn luôn đồng thời tạo ra thứ gì đó".
Vào tháng 5 năm 1962, Warhol được giới thiệu trong một bài báo trên tạp chí Time với bức tranh mang tên Hộp súp của Big Campbell với Dụng cụ mở hộp (Rau) (1962). Bức tranh đó đã trở thành tác phẩm đầu tiên của Warhol được trưng bày trong viện bảo tàng, tại Wadsworth Atheneum ở Hartford vào tháng 7 năm 1962. Ngày 9 tháng 7 năm 1962, Warhom mở triển lãm tại Phòng trưng bày Ferus ở Los Angeles với tác phẩm này.
Tháng 11 năm 1962, Warhol có một cuộc triển lãm tại Eleanor Ward's Stable Gallery ở New York. Cuộc triển lãm bao gồm các tác phẩm Gold Marilyn (vẽ minh tinh màn bạc nổi tiếng Marilyn Monroe), "Flavour Marilyns", Marilyn Diptych, 100 lon súp, 100 chai coca và tờ 100 đô la. Tác phẩm Gold Marilyn đã được kiến trúc sư Philip Johnson mua lại và tặng cho Bảo tàng Nghệ thuật Hiện đại. Tại triển lãm, Warhol đã gặp nhà thơ John Giorno , người sẽ đóng vai chính trong bộ phim đầu tiên của Warhol, Sleep (1964).
Vào tháng 12 năm 1962, Bảo tàng Nghệ thuật Hiện đại của Thành phố New York đã tổ chức một hội nghị chuyên đề về nghệ thuật đại chúng, trong đó các nghệ sĩ như Warhol đã bị phê bình kịch liệt vì "quá sa đà" vào chủ nghĩa tiêu dùng Mỹ trong các tác phẩm của mình.
Đầu năm 1963, Warhol thuê xưởng vẽ đầu tiên của mình tại 159 East 87th Street. Tại studio này, ông đã sáng tác nên series Elvis với nhân vật trung tâm là danh ca nổi tiếng Elvis Presley, bao gồm các tác phẩm trứ danh Eight Elvises (1963) và Triple Elvis (1963). Những bức chân dung này cùng với một loạt các bức chân dung của nữ diễn viên Elizabeth Taylor đã được trưng bày tại cuộc triển lãm thứ hai của ông tại Phòng trưng bày Ferus ở Los Angeles. Cuối năm đó, Warhol dời xưởng vẽ của mình đến Phố 47 phía Đông, nơi sẽ trở thành một địa điểm được gọi là "The Factory". The Factory trở thành điểm tụ tập quen thuộc của nhiều nghệ sĩ, nhà văn, nhạc sĩ và những người nổi tiếng trong giới underground.
Warhol có cuộc triển lãm thứ hai tại Phòng trưng bày Stable vào mùa xuân năm 1964, tại đây trưng bày một loạt các tác phẩm điêu khắc về những chiếc hộp đóng gói thực phẩm xếp chồng lên nhau và được đặt rải rác khắp không gian, giống như một nhà kho. Các tác phẩm điêu khắc của Warhol gồm Hộp Brillo, Hộp đào Del Monte, Hộp tương cà chua Heinz, Hộp bột ngô Kellogg, Hộp nước ép cà chua Campbell và Hộp nước ép táo Mott — được bán với giá từ 200 đến 400 USD tùy thuộc vào kích thước của hộp.
Một sự kiện quan trọng là triển lãm The American Supermarket tại phòng trưng bày Upper East Side vào mùa thu năm 1964. Buổi triển lãm được thiết kế như một siêu thị nhỏ điển hình, với tất cả các loại hàng hoá trong đó — từ nông sản, đồ hộp, thịt, áp phích trên tường, v.v.—được tạo ra bởi các nghệ sĩ nổi tiếng thời bấy giờ. Tại đây, Warhol đã thiết kế một chiếc túi mua sắm bằng giấy trị giá 12 USD màu trắng với một hộp súp Campbell màu đỏ nằm bên trong.
Là một họa sĩ chuyên vẽ quảng cáo vào những năm 1950, Warhol cũng có thuê các trợ lý để tăng năng suất sáng tác của mình. Một trong những người cộng tác quan trọng nhất trong thời kỳ này là Gerard Malanga.

### Âm mưu ám sát năm 1968
Vào ngày 3 tháng 6 năm 1968, nhà văn nữ quyền cấp tiến Valerie Solanas đã dùng súng bắn Warhol và Mario Amaya, nhà phê bình và giám tuyển nghệ thuật, tại chính studio của Warhol, The Factory. Trước đó vào ngày xảy ra vụ tấn công, Solanas đã bị The Factory từ chối trả lại tập kịch bản mà bà đã gửi cho Warhol. Tập kịch bản ấy dường như đã bị bà gửi sai địa chỉ. Amaya chỉ bị thương nhẹ và được xuất viện sau đó cùng ngày. Warhol bị thương nặng sau cuộc tấn công, ông phải chịu những ảnh hưởng về thể chất trong suốt phần đời còn lại của mình, bao gồm cả việc phải mặc áo nịt ngực phẫu thuật. Vụ tấn công có ảnh hưởng sâu sắc đến cuộc đời và nghệ thuật của Warhol.
Solanas đã bị bắt một ngày sau vụ tấn công, sau khi đầu thú với cảnh sát. Tại phiên toà, bà giải thich động cơ của mình rằng Warhol "đã kiểm soát quá nhiều cuộc sống của tôi". Sau đó, bà được chẩn đoán mắc chứng tâm thần phân liệt hoang tưởng và cuối cùng bị kết án ba năm tù giam.

## Những năm 1970

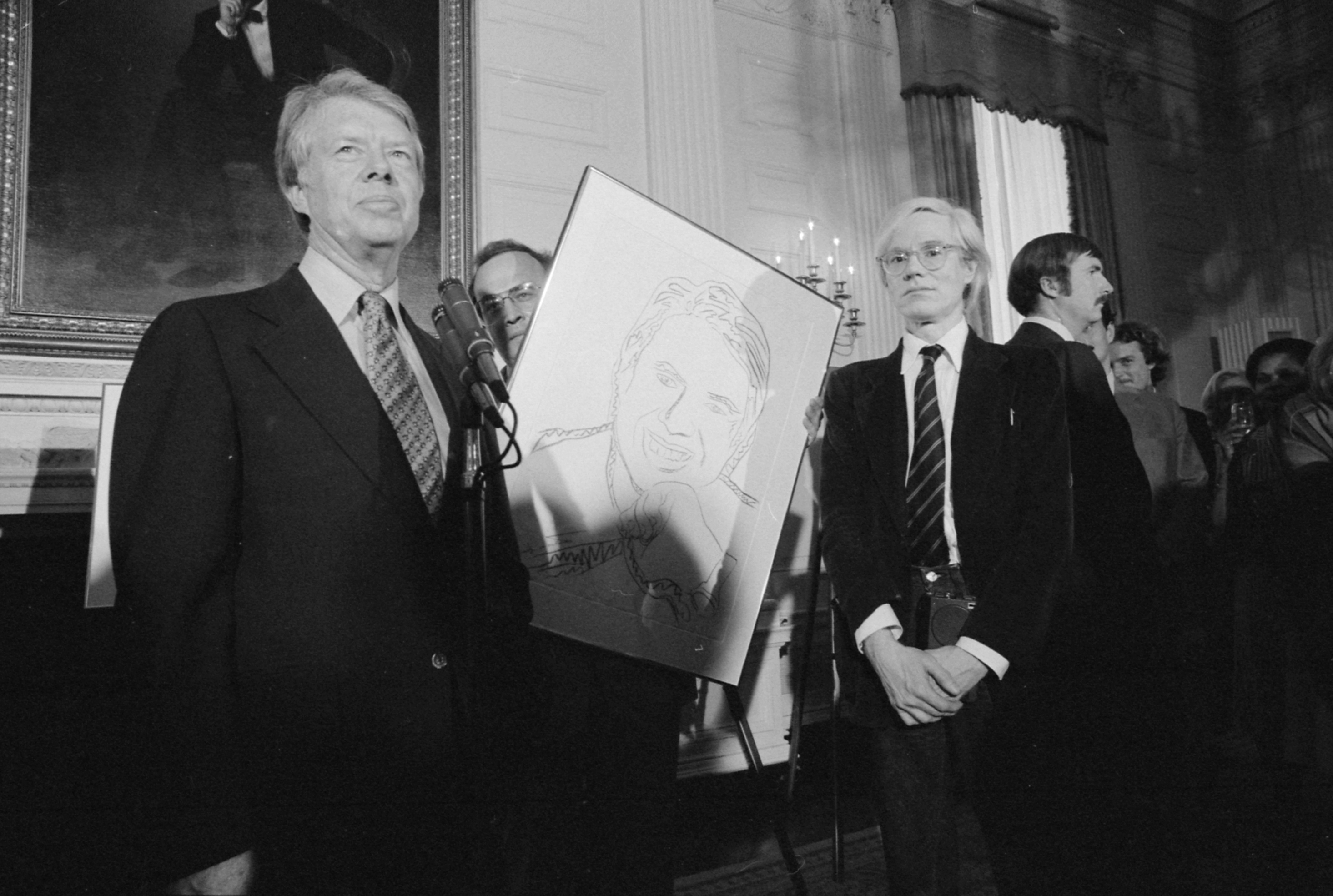
Andy Warhol và tổng thống Mỹ Jimmy Carter, năm 1977

Warhol đã có một cuộc triển lãm hồi tưởng tại Bảo tàng Nghệ thuật Hoa Kỳ Whitney vào năm 1971. Bức chân dung nổi tiếng của ông về nhà lãnh đạo Trung Quốc Mao Trạch Đông được sáng tác vào năm 1973. Năm 1975, ông xuất bản cuốn sách Triết lý của Andy Warhol (1975).
So với thành công và tai tiếng trong công việc của Warhol vào những năm 1960, những năm 1970 là một thập kỷ yên tĩnh hơn nhiều. Ông giao du tại nhiều hộp đêm khác nhau ở Thành phố New York. Ông thường được coi là người ít nói, nhút nhát và là một người quan sát tỉ mỉ. Năm 1977, Warhol được nhà sưu tập nghệ thuật Richard Weisman ủy quyền vẽ Athletes, gồm mười bức chân dung của 10 vận động viên thể thao hàng đầu vào thời điểm đó.
Năm 1979, các nhà phê bình đã chỉ trích kịch liệt những cuộc triển lãm chân dung về các nhân vật nổi tiếng những năm 1970 của Warhol, họ cho rằng chúng thật hời hợt, dễ dãi và mang tính thương mại, không có chiều sâu, và không nêu bật lên ý nghĩa ẩn chứa đằng sau. Cũng trong năm này, Warhol và người bạn lâu năm Stuart Pivar thành lập Học viện Nghệ thuật New York.

## Những năm 1980
Warhol đã tái xuất với nhiều thành công quan trọng trong những năm 1980. Ông là gương mặt được tôn sùng bởi các nghệ sĩ đường phố và nghệ sĩ graffiti Fab Five Freddy thậm chí còn bày tỏ lòng kính trọng đối với Warhol bằng cách sơn hình những lon súp Campbell lên toàn bộ một đoàn tàu.
Warhol cũng bị chỉ trích vì đã biến mình trở thành một "nghệ sĩ kinh doanh". Các nhà phê bình đã chỉ trích cuộc triển lãm Mười bức chân dung của người Do Thái trong thế kỷ 20 vào năm 1980 của ông tại Bảo tàng Do Thái ở Manhattan, những tác phẩm mà Warhol— người hoàn toàn không quan tâm một chút gì đến đạo Do Thái và người Do Thái- đã nói về chúng trong nhật ký của mình là "Chúng sẽ bán chạy".
Năm 1984, tờ Vanity Fair ủy quyền cho Warhol thực hiện một bức chân dung của danh ca Prince, để gắn kèm theo một bài báo ca ngợi sự thành công của album Purple Rain và bộ phim đi kèm.
Vào tháng 1 năm 1987, Warhol đến Milan để khai mạc cuộc triển lãm cuối cùng của ông, Bữa ăn tối cuối cùng, tại Palazzo delle Stelline.
Warhol qua đời tại Manhattan lúc 6:32 sáng ngày 22 tháng 2 năm 1987, ở tuổi 58. Theo các bản tin, ông đã hồi phục tốt sau ca phẫu thuật cắt túi mật tại Bệnh viện New York trước khi chết trong giấc ngủ do nhịp tim hoạt động bất thường sau phẫu thuật. Trước khi được chẩn đoán và phẫu thuật, Warhol đã trì hoãn việc kiểm tra các vấn đề về túi mật tái phát của mình, vì ông sợ phải vào bệnh viện và gặp bác sĩ. Gia đình anh đã kiện bệnh viện vì chăm sóc không đầy đủ, họ cho rằng chứng rối loạn nhịp tim của Warrhol là do chăm sóc không đúng cách và ngộ độc nước. Vụ việc sơ suất đã nhanh chóng được giải quyết bên ngoài tòa án; Gia đình của Warhol đã nhận được một khoản tiền không được tiết lộ. Lễ tang được tổ chức tại Nhà thờ Công giáo Holy Ghost Byzantine ở Pittsburgh vào ngày 27 tháng 2 năm 1987. Một lễ tưởng niệm được tổ chức ở Manhattan cho Warhol tại Nhà thờ St. Patrick vào ngày 1 tháng 4 năm 1987.

## Thư viện ảnh

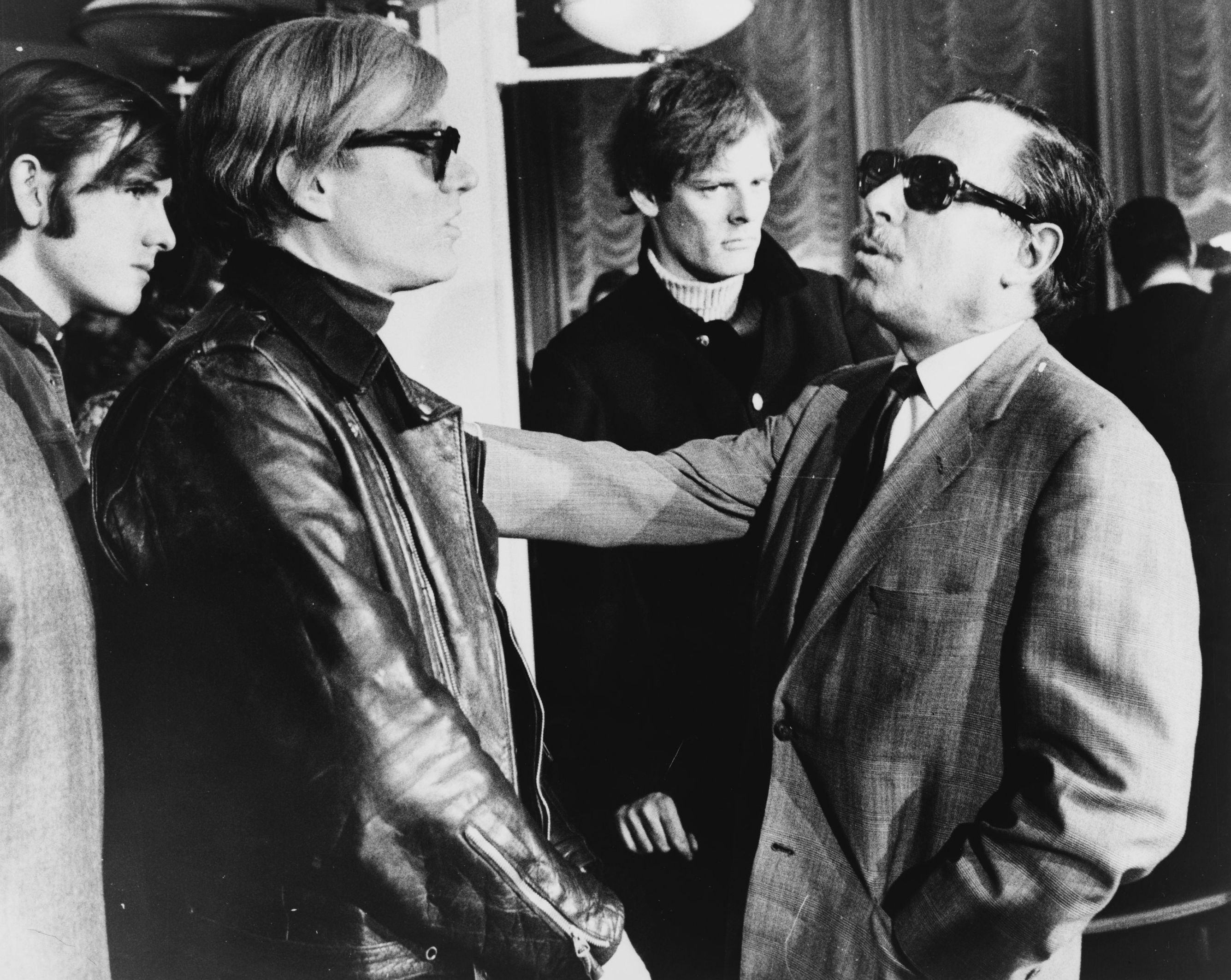
Warhol và Tennessee Williams
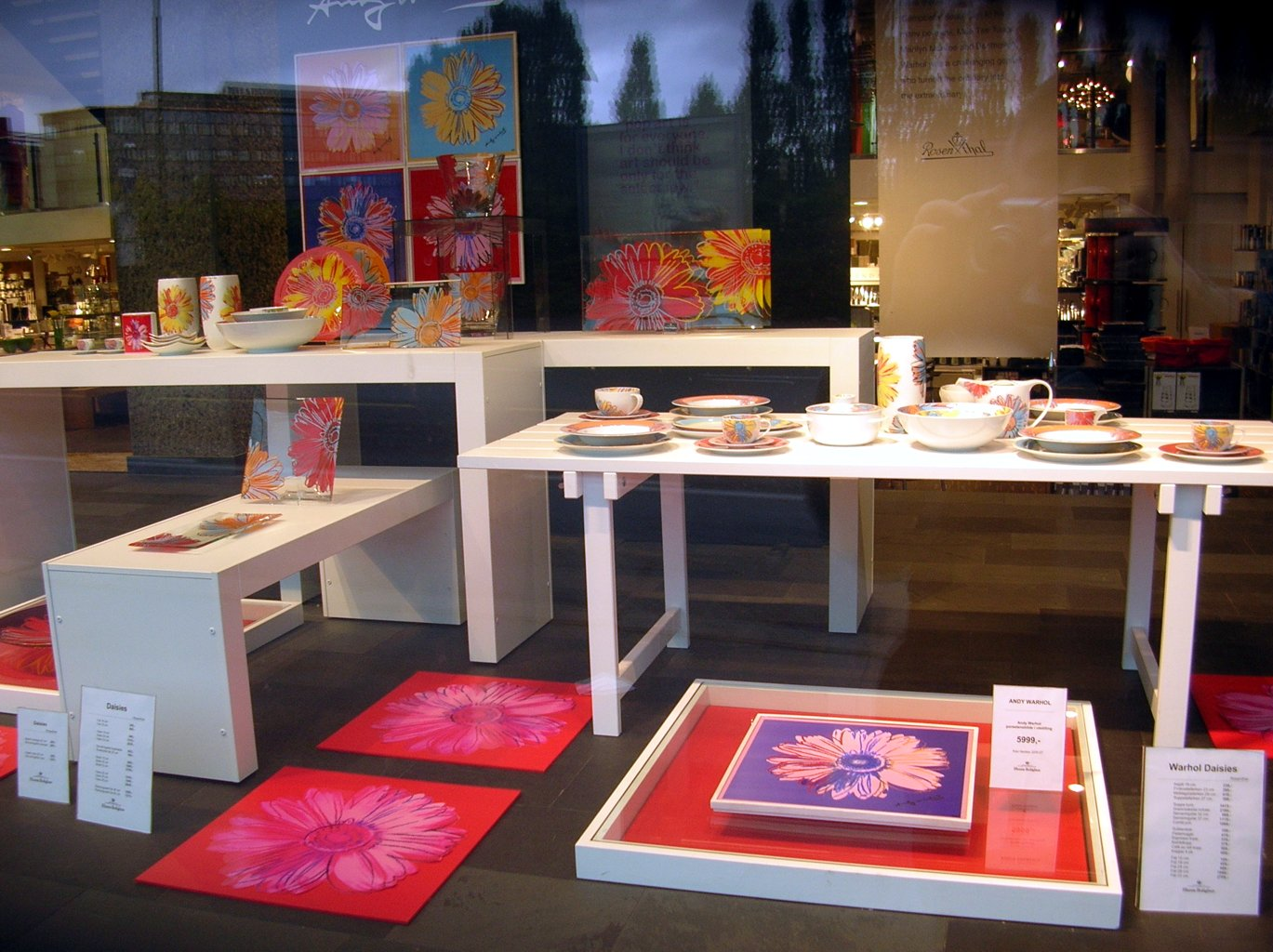
Thiết kế của Andy Warhol cho một cửa hàng ở Oslo